# Formula One 2000
Formula One 2000 è un simulatore di guida  basato sulla stagione 2000 di Formula 1 pubblicato nel 2000 per PlayStation e Game Boy Color. Il gioco comprende tutti e 22 i piloti titolari partecipanti alla stagione (sostituti esclusi) e tutti i circuiti. I due piloti rappresentativi del videogioco e presenti in copertina sono Rubens Barrichello e Heinz-Harald Frentzen.

## Modalità di gioco
Il gioco include le funzioni di:
- Arcade
- Campionato del Mondo
- Week-end
- Multigiocatore

La telecronaca italiana è di Andrea De Adamich e Claudia Peroni.

## Piloti e team
| Scuderia                       | Costruttore | Telaio     | Motore      | Pneumatici | N. | Piloti                |
| ------------------------------ | ----------- | ---------- | ----------- | ---------- | -- | --------------------- |
| West McLaren Mercedes          | McLaren     | MP4/15     | Mercedes    | B          | 1  | Mika Häkkinen         |
| West McLaren Mercedes          | McLaren     | MP4/15     | Mercedes    | B          | 2  | David Coulthard       |
| Scuderia Ferrari Marlboro      | Ferrari     | F1-2000    | Ferrari     | B          | 3  | Michael Schumacher    |
| Scuderia Ferrari Marlboro      | Ferrari     | F1-2000    | Ferrari     | B          | 4  | Rubens Barrichello    |
| Benson & Hedges Jordan         | Jordan      | EJ10 EJ10B | Mugen Honda | B          | 5  | Heinz-Harald Frentzen |
| Benson & Hedges Jordan         | Jordan      | EJ10 EJ10B | Mugen Honda | B          | 6  | Jarno Trulli          |
| Jaguar Racing                  | Jaguar      | R1         | Cosworth    | B          | 7  | Eddie Irvine          |
| Jaguar Racing                  | Jaguar      | R1         | Cosworth    | B          | 8  | Johnny Herbert        |
| BMW Williams F1 Team           | Williams    | FW22       | BMW         | B          | 9  | Ralf Schumacher       |
| BMW Williams F1 Team           | Williams    | FW22       | BMW         | B          | 10 | Jenson Button         |
| Mild Seven Benetton Playlife   | Benetton    | B200       | Playlife    | B          | 11 | Giancarlo Fisichella  |
| Mild Seven Benetton Playlife   | Benetton    | B200       | Playlife    | B          | 12 | Alexander Wurz        |
| Gauloises Prost Peugeot        | Prost       | AP03       | Peugeot     | B          | 14 | Jean Alesi            |
| Gauloises Prost Peugeot        | Prost       | AP03       | Peugeot     | B          | 15 | Nick Heidfeld         |
| Red Bull Sauber Petronas       | Sauber      | C19        | Petronas    | B          | 16 | Mika Salo             |
| Red Bull Sauber Petronas       | Sauber      | C19        | Petronas    | B          | 17 | Pedro Diniz           |
| Orange Arrows                  | Arrows      | A21        | Supertec    | B          | 18 | Pedro de la Rosa      |
| Orange Arrows                  | Arrows      | A21        | Supertec    | B          | 19 | Jos Verstappen        |
| Telefonica Minardi Fondmetal   | Minardi     | M02        | Fondmetal   | B          | 20 | Marc Gené             |
| Telefonica Minardi Fondmetal   | Minardi     | M02        | Fondmetal   | B          | 21 | Gastón Mazzacane      |
| Lucky Strike BAR F1 Team Honda | BAR         | 002        | Honda       | B          | 22 | Jacques Villeneuve    |
| Lucky Strike BAR F1 Team Honda | BAR         | 002        | Honda       | B          | 23 | Ricardo Zonta         |

## Circuiti
- Circuito Albert Park
- Circuito di Interlagos
- Autodromo Enzo e Dino Ferrari
- Circuito di Silverstone
- Circuito di Catalogna
- Nürburgring
- Circuito di Monte Carlo
- Circuito di Montréal
- Circuito di Nevers Magny-Cours
- A1-Ring
- Hockenheimring
- Hungaroring
- Circuito di Spa-Francorchamps
- Autodromo nazionale di Monza
- Indianapolis
- Circuito di Suzuka
- Circuito di Sepang